# Parapropacris ebneri
Parapropacris ebneri är en insektsart som först beskrevs av Willy Adolf Theodor Ramme 1929.  Parapropacris ebneri ingår i släktet Parapropacris och familjen gräshoppor. Inga underarter finns listade i Catalogue of Life.